# Xã Elgin, Quận Lyon, Iowa
Xã Elgin (tiếng Anh: Elgin Township) là một xã thuộc quận Lyon, tiểu bang Iowa, Hoa Kỳ. Năm 2010, dân số của xã này là 634 người.